# Cayeux-en-Santerre
Cayeux-en-Santerre (picardisch: Tchéyu-in-Santérre) ist eine nordfranzösische Gemeinde mit 123 Einwohnern (Stand 1. Januar 2022) im Département Somme in der Region Hauts-de-France. Die Gemeinde liegt im Arrondissement Montdidier, ist Teil der Communauté de communes Avre Luce Noye und gehört zum Kanton Moreuil.

## Geographie
Die Gemeinde in der Landschaft Santerre liegt am südlichen (linken) Ufer der Luce an der Départementsstraße D76.

## Geschichte
Die Gemeinde erhielt als Auszeichnung das Croix de guerre 1914–1918.

## Einwohner
| 1962 | 1968 | 1975 | 1982 | 1990 | 1999 | 2006 | 2010 |
| ---- | ---- | ---- | ---- | ---- | ---- | ---- | ---- |
| 108  | 101  | 87   | 84   | 87   | 79   | 75   | 120  |

## Verwaltung
Bürgermeister (maire) ist seit 1995 Philippe Vermersch.	